# Ibaraki (comune)
Ibaraki (茨城町?) è una cittadina giapponese della prefettura di Ibaraki.